# Ducula
Ducula (pombos-imperiais) é um género de ave da família Columbidae.

## Espécies
Este género contém as seguintes espécies:
- Ducula aurorae
- Ducula badia
- Ducula bakeri
- Ducula basilica
- Ducula brenchleyi
- Ducula carola
- Ducula chalconota
- Ducula cineracea
- Ducula finschii
- Ducula forsteni
- Ducula goliath
- Ducula lacernulata
- Ducula latrans
- Ducula luctuosa
- Ducula melanochroa
- Ducula mindorensis
- Ducula myristicivora
- Ducula oceanica
- Ducula pacifica
- Ducula perspicillata
- Ducula pickeringii
- Ducula pinon
- Ducula pistrinaria
- Ducula radiata
- Ducula rosacea
- Ducula rubricera
- Ducula rufigaster
- Ducula spilorrhoa
- Ducula subflavescens
- Ducula zoeae